# Lee Daniel
Lee Daniel (* 23. Januar 1962 in Dallas, Texas) ist ein US-amerikanischer Kameramann. Bekannt wurde er vor allem durch seine langjährige Zusammenarbeit mit Regisseur Richard Linklater.

## Leben
Daniel drehte bereits als Teenager erste  Super-8-Filme. Als Einfluss gibt Daniel unter anderem die Filmemacher Stan Brakhage und Kenneth Anger an. In den frühen 1980er Jahren zog er nach Austin, Texas, wo er ein Studium an der University of Texas at Austin begann.
Dort war er ab 1984 für das Produktionsunternehmen Texas Pacific Film tätig, wo er sein Handwerk unter anderem bei Richard Kooris erlernte. Über die Heart of Texas Filmmakers, eine Gruppe von Super-8-Filmemachern lernte er Richard Linklater kennen. Gemeinsam mit Daniel gründete Linklater 1985 die Austin Film Society.
1988 wurde Daniel bei der Produktion des Films D.O.A. – Bei Ankunft Mord als Assistenzkameramann engagiert. Ab 1990 folgten dann erste Engagements als hauptverantwortlicher Kameramann. 1991 zeichnete er bei Linklaters Spielfilmdebüt Rumtreiber für die Kameraarbeit verantwortlich. Auch bei Linklaters nächsten Filmen Confusion – Sommer der Ausgeflippten, Before Sunrise und SubUrbia – Sixpacks, Sex + Supermarkets.
Danach wandte er sich verstärkt der Arbeit an Dokumentarfilmen zu. Erst ab dem Jahr 2002 kam es zu einer erneuten Zusammenarbeit mit Linklater für den Film Boyhood, der über einen Zeitraum von mehr als 10 Jahren gefilmt wurde und das Aufwachsen eines Jungen thematisierte. 2004 filmte Daniel auch Linklaters nächste Regiearbeit Before Sunset. Ihre bislang letzte Zusammenarbeit neben Boyhood markierte 2006 der Film Fast Food Nation. Danach wandte Daniel sich wieder hauptsächlich dem Drehen von Dokumentarfilmen zu.

## Filmografie (Auswahl)
- 1990: Never Leave Nevada
- 1991: Rumtreiber (Slacker)
- 1993: Rift
- 1993: Confusion – Sommer der Ausgeflippten (Dazed and Confused)
- 1995: Before Sunrise
- 1996: SubUrbia – Sixpacks, Sex + Supermarkets (SubUrbia)
- 1998: Secrets of the CIA (Dokumentarfilm)
- 2000: I Remember Me (Dokumentarfilm)
- 2003: Lubbock Lights (Dokumentarfilm)
- 2004: Before Sunset
- 2004: Be Here to Love Me: A Film About Townes Van Zandt (Dokumentarfilm)
- 2005: You're Gonna Miss Me (Dokumentarfilm)
- 2006: Fast Food Nation
- 2007: The Unforeseen (Dokumentarfilm)
- 2008: Loyalty (Dokumentarfilm)
- 2008: A Mother's Promise: Barack Obama Bio Film (Dokumentarfilm)
- 2008: The Dungeon Masters (Dokumentarfilm)
- 2009: Sunshine (Dokumentarfilm)
- 2010: As Long as I Remember: American Veteranos (Dokumentarfilm)
- 2014: Boyhood
- 2015: The Other Kind
- 2016: The Seer: A Portrait of Wendell Berry (Dokumentarfilm)
- 2016: Honky Tonk Heaven: Legend of the Broken Spoke (Dokumentarfilm)